# Jan Linsen
Jan Frans Linsen, (Mechelen, 4 november 1903 - aldaar, 18 januari 1961) was een Belgische atleet, die zich had toegelegd op de lange afstand en het veldlopen. Hij nam eenmaal deel aan de Olympische Spelen en veroverde op drie nummers vier Belgische titels.

## Biografie
Linsen nam in 1928 op de marathon deel aan de Olympische Spelen in Amsterdam. Hij werd tweeënveertigste. Later dat jaar won hij voor het eerst de volkscross van Le Soir.
In 1929 werd Linsen voor het eerst Belgisch kampioen op de 10.000 m. Datzelfde jaar verbeterde hij op die afstand het Belgisch record van Leon Degrande tot 32.41,8. Het jaar nadien veroverde hij zowel de titel op de 5000 als de 10.000 m. In 1933 volgde nog een Belgische titel in het veldlopen. Om gezondheidsredenen beëindigde hij dat jaar zijn atletiekcarrière en werd hij trainer.

### Clubs
Linsen begon zijn carrière bij FC Malinois en stapte in 1925 over naar Berchem Sport, maar keerde in 1931 terug naar FC Malinois

## Belgische kampioenschappen
| Onderdeel | Jaar       |
| --------- | ---------- |
| 5000 m    | 1930       |
| 10.000 m  | 1929, 1930 |
| veldlopen | 1933       |

## Persoonlijke records
| Onderdeel | Prestatie | Datum           | Plaats   |
| --------- | --------- | --------------- | -------- |
| 10.000 m  | 32.41,8   | 13 oktober 1929 | Colombes |
| marathon  | 2:53.34   | 16 oktober 1932 | Turijn   |

## Palmares

### 5000 m
- 1927:  BK AC
- 1930:  BK AC – 15.51,8

### 10.000 m
- 1929:  BK AC – 33.36,6
- 1930:  BK AC – 34.01,0
- 1931:  BK AC

### veldlopen
- 1925:  Volkscross
- 1926:  Volkscross
- 1927:  BK AC
- 1927:  Volkscross
- 1928:  Volkscross
- 1929: 36e Landenprijs in Vincennes
- 1929:  Volkscross
- 1930: 42e Landenprijs in Royal Leamington Spa
- 1930:  Volkscross
- 1931:  BK AC
- 1931: 39e Landenprijs in Dublin
- 1931:  Volkscross
- 1932: 15e Landenprijs in Stokkel
- 1933:  BK AC
- 1933: 45e Landenprijs in Caerleon

### halve marathon
- 1928:  halve marathon Antwerpen-Kapellen (18 km) – 1:03.25

### marathon
- 1928: 42e OS in Amsterdam – 2:58.08
- 1932:  Marathon van Amsterdam (NK) – 3:02.52